# Убийство Марлен Оукс
Хелен Марлен Мейджор (урожденная Оукс; 7 декабря 1954 - 11 октября 1980), наиболее известная под своим вторым именем и посмертно под девичьей фамилией, была американкой, убитой её бывшим мужем Уильямом Александром Мейджором в 1980 году. Частичный череп жертвы был обнаружен недалеко от дома пары вскоре после ее смерти, однако он не был идентифицирован до 2001 года, после того как тестирование митохондриальной ДНК подтвердило идентичность останков.

## В популярной культуре
- Медицинский детектив (англ. Forensic Files)[1]
- Мое любимое убийство (англ. My Favorite Murder)[2]